# Арго
Арго́ (от фр. argot) — язык какой-либо социально замкнутой группы лиц, отличающийся своеобразием используемой лексики и своеобразием её употребления, но не имеющий собственной фонетической и грамматической системы.
Не следует путать жаргон и арго. Жаргон обычно имеет профессиональную прикреплённость, арго же может употребляться вне зависимости от профессии. Например, в современном французском языке многие слова арго используют как молодёжь из бедных кварталов, так и менеджеры с высшим образованием.
Часто под арго подразумевается язык деклассированных групп общества, язык воров, бродяг и нищих. Фактически арго стало синонимом слова «феня». Арго складываются, существуют и используются в различных эпохах, культурах и традициях. Так, к ним можно отнести: английский «кант» (cant); испанский тайный язык грабителей — «хермания» (Germania); немецкий язык попрошаек, нищих и воров — «ротвельш» (Rothwälsch, Rotwelsch); итальянский «фурбеск» (Fourbesque); португальский «калао» (Calao) и другие языки. Арго не составляет самостоятельной системы и сводится к специфическому словоупотреблению в пределах общего языка. Он взаимодействует с жаргоном и просторечием, образуя особый лексический пласт — сленг.